# 持永和見
持永 和見（もちなが かずみ、1927年7月1日 - 2017年9月3日）は、日本の官僚・政治家。自由民主党宏池会所属の衆議院議員で5期務めた。宮崎県都城市出身。父は元北海道庁長官の持永義夫、弟は元自治事務次官の持永堯民。子は持永哲志。

## 略歴
- 1953年 東京大学法学部第3類（政治コース）卒業後[1]、厚生省に入省
- 社会保険庁長官官房総務課課長補佐
- 1967年9月26日 経済企画庁総合計画局計画官（国民生活部門計画担当）
- 1970年6月2日 社会保険庁年金保険部業務課長
- 1972年2月1日 厚生省年金局資金課長
- 1973年7月27日 厚生省年金局企画課長
- 1976年6月1日 厚生省大臣官房会計課長
- 1978年6月23日 社会保険庁年金保険部長
- 1980年5月27日 厚生省援護局長
- 1981年8月26日 厚生省薬務局長
- 1983年8月26日 厚生省社会局長
- 1984年8月28日 社会保険庁長官
- 1985年8月27日 依願退官

### 衆議院議員時代
- 1986年第38回衆議院議員総選挙で、旧宮崎2区から自由民主党公認として立候補し初当選、以後5期連続務める。
- 1990年12月29日 大蔵政務次官（1991年11月5日まで）
- 1994年9月30日 衆議院環境委員長（1995年1月20日まで）
- 1999年10月5日 総務総括政務次官（2000年4月5日まで）
- 2000年4月5日 総務総括政務次官（再任、2000年7月4日まで）
- 2001年1月31日 衆議院決算行政監視委員長 （2002年1月21日まで）

## 政界引退後
2003年11月の第43回衆議院議員総選挙には立候補せず、政界から引退。地盤の宮崎3区には、子で元経産官僚の持永哲志を自身の後継者として擁立。自民党公認争いで古川禎久との調整がつかず、双方が無所属で立候補したが、古川に敗れて落選。2005年の第44回衆議院議員総選挙では、哲志が自民党公認として立候補したが、再び落選。その後、2008年6月に哲志は旅行中の沖縄で急死した。
2017年9月3日、心不全のため、東京都渋谷区の自宅で死去。90歳没。政府は従三位に叙するとともに、旭日重光章を贈ることを決めた。